# Donatas Lapienis
Donatas Lapienis (* 8. April 1936 in Kaunas; † 10. April 2014 in Vilnius) war  ein litauischer Schachspieler und Konstrukteur.

## Leben
1960 absolvierte Lapienis das Ural-Institut der Forsttechnik in Swerdlowsk. Von 1960 bis 1971 arbeitete er als Konstrukteur am Forschungsinstitut der Elektrografie Vilnius. Von 1971 bis 1973 war Lapienis Konstrukteur im „Orgtechnika“-Konstruktionsbüro. Von 1973 bis 1983 arbeitete er als Schachtrainer an der Sportschule in Vilnius und von 1983 bis 1992 in Elektrėnai. Unter anderem gehörte Salvijus Berčys zu seinen Schülern.
Ab 1979 trug Lapienis den Titel Fernschachgroßmeister. Er war auch FIDE-Meister (FM). 1994 hatte er eine Elo-Zahl von 2350.
Lapienis war Autor von elf Erfindungen.